# Trevoria zahlbruckneriana
Trevoria zahlbruckneriana är en orkidéart som först beskrevs av Rudolf Schlechter, och fick sitt nu gällande namn av Leslie Andrew Garay. Trevoria zahlbruckneriana ingår i släktet Trevoria och familjen orkidéer. Inga underarter finns listade i Catalogue of Life.